# فلاوری (مونتانا)
فلاوری (به انگلیسی: Floweree) یک منطقهٔ مسکونی در ایالات متحده آمریکا است که در مونتانا واقع شده‌است. فلاوری ۹۸۲٫۹۹ متر بالاتر از سطح دریا قرار دارد.